# Артамонов, Григорий Игоревич
Григорий Игоревич Артамонов (род. 5 мая 1989 года, Ташкент) — российский государственный и политический деятель, на данный момент глава городского округа Подольск.

## Биография
Григорий Игоревич родился в Ташкенте 5 мая 1989 года, в семье военных. После распада СССР семья переехала в Московскую область. Когда Артамонову Григорию исполнилось 12 лет, они переехали в Бутово. Там до сих пор и живёт мама Григория, работает бухгалтером-экономистом в крупной компании.

###### Хобби
Григорий профессионально занимался Боксом. Также увлекается хоккеем и ММА.

## Образование[3]
2006 г. — окончил среднюю школу № 1356 города Москвы
2006 — 2011 гг. — обучался во ФГОУ ВПО «Московский университет Министерства внутренних дел Российской Федерации», квалификация «Юрист», специальность «Правоохранительная деятельность»
2020 — 2023 гг. — обучался во ФГБОУ ВО «Российская академия народного хозяйства и государственной службы при Президенте Российской Федерации», магистр специальности «Государственное и муниципальное управление».

## Опыт работы[3]
2011 — 2015 гг. - Оперуполномоченный, старший оперуполномоченный, оперуполномоченный по особо важным делам Главного управления экономической безопасности и противодействия коррупции МВД РФ.
2015 — 2016 гг. - Советник главы администрации (губернатора) Краснодарского края.
2016 — 2017 гг.- Помощник управляющего делами Президента РФ.
2017 — 2019 гг. - Заместитель генерального директора в ФГУП «Предприятие по управлению собственностью за рубежом» Управления делами Президента РФ.
2019 г. - Первый заместитель генерального директора ФГУП «Предприятие по управлению собственностью за рубежом» Управления делами Президента РФ. Заместитель главы города Сочи, директор правового департамента Администрации города Сочи.
2019 — 2020 гг. - Заместитель главы администрации городского округа Химки Московской области по промышленности и инвестиционной политике.
2020 г. - Заместитель главы администрации городского округа Чехов Московской области. Временно исполняющий полномочия главы городского округа Чехов до дня вступления в установленном законодательством порядке в должность главы городского округа Чехов.
С 2020—2023 г. - Глава городского округа Чехов.
27 Октября заявил об покидании поста главы г.о. округа Чехов.
С 27 октября 2023 года - Исполняющий обязанности главы Городского округа Подольск, впоследствии глава Городского округа Подольск.